# Fortuna Sittard
Fortuna Sittard is een Nederlandse betaaldvoetbalclub uit de gemeente Sittard-Geleen die op 1 juli 1968 na een fusie werd opgericht. Vanaf het seizoen 2018/19 speelt de club in de Eredivisie, nadat een tweede plaats in de Eerste divisie 2017/18 genoeg was voor promotie. Fortuna Sittard werd in zijn bestaan onder meer kampioen van de Eerste divisie. Voorganger Fortuna'54 won tweemaal de KNVB Beker. De thuisbasis is het Fortuna Sittard Stadion, met een capaciteit van 12.500 zitplaatsen (waarvan 800 zitplaatsen voor de bezoekende club).

## Geschiedenis

### Ontstaan
Fortuna Sittard is ontstaan na een fusie tussen RKSV Sittardia uit Sittard en Fortuna '54 uit Geleen op 1 juli 1968, aanvankelijk tot en met half 1979 onder de naam Fortuna-Sittardia Combinatie, vaak afgekort tot Fortuna SC, soms tot FSC. Sittardia ontstond al tweemaal eerder uit een fusie en na de oprichting in 1955 speelde het in veertien jaar in alle vier de hoogste klassen van het Nederlandse voetbal. Fortuna '54 behaalde in datzelfde tijdsbestek met twaalf seizoenen op het hoogste niveau en twee gewonnen KNVB-Bekers betere resultaten. Nadat de club sinds 1956 in de Eredivisie uitkwam eindigde Fortuna zelfs achter elkaar op de tweede, vierde en derde plaats. Beide clubs degradeerden echter in 1968 uit de Eredivisie.

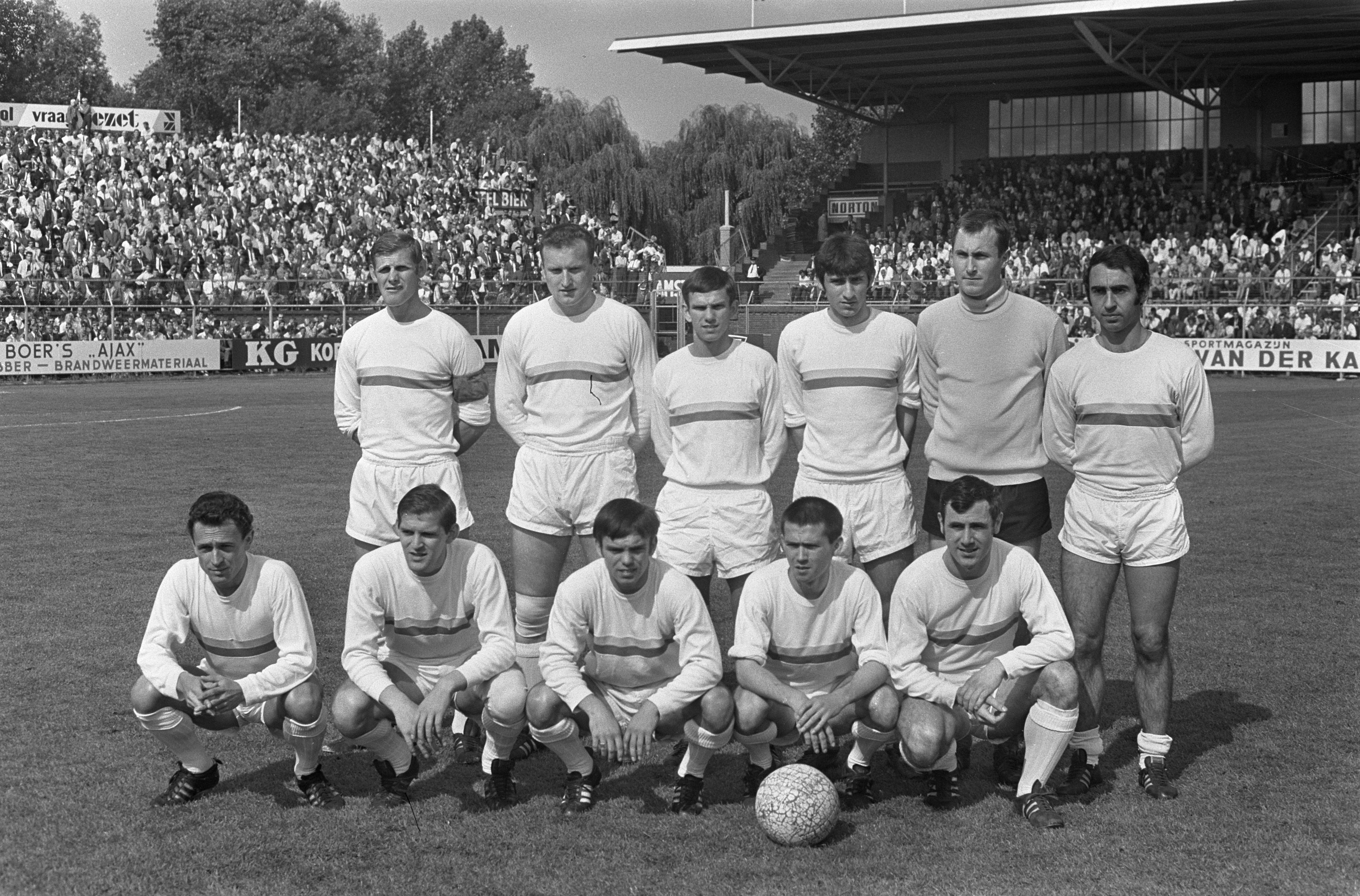
Elftalfoto van Fortuna SC van 8 september 1968 tegen Ajax (2-0 nederlaag).

Door financiële problemen besloten de clubs over te gaan tot een fusie. Doordat Xerxes/DHC werd opgeheven mocht de nieuwe club actief blijven op het hoogste niveau. Het volgende seizoen eindigde de club echter op de laatste plaats en degradeerde alsnog.

### Eerste Divisie
De periode na de degradatie begon in het seizoen 1969/70 met een ternauwernood voorkomen degradatie naar de Tweede divisie. Met namelijk slechts één punt meer dan het op de zestiende plaats geëindigde De Volewijckers eindigde het op de veertiende plaats. Doordat het nadien niet meer mogelijk was te degraderen vanuit de Eerste divisie hoefde men zich hier geen zorgen meer om te maken en was het zaak proberen te strijden om de promotieplekken. Tot en met 1976/77 waren afgaande op de doelcijfers de resultaten in de eerste divisie nog niet van topniveau, maar desondanks haalde Fortuna tweemaal via een periodetitel de nacompetitie, waarin men beide keren als tweede van de vier clubs eindigde (1973/74 en 1975/76). Vanaf 1977/78 werd Fortuna sterker. In de jaren hierna waren ze enkele keren dichtbij promotie. Zo leek het in 1979 hard op weg te zijn naar promotie met een vierde plaats en een periodetitel, maar na een doelpuntloos gelijkspel uit tegen FC Groningen op de laatste speeldag van de nacompetitie kwam men hiervoor een punt te kort. Drie seizoenen later, in 1982, was het dan eindelijk raak. Na een 3-1 overwinning op SC Heracles keerde Fortuna Sittard na dertien jaar terug op het hoogste niveau.

### Beste jaren
Fortuna Sittard speelde na de promotie elf seizoenen op het hoogste niveau. In het merendeel van de seizoenen eindigde men in het linkerrijtje. Fortuna had zich met deze resultaten dan ook ontpopt tot een echte Eredivisieploeg. Ook in de beker behaalde men enkele successen. Zo bereikten zij in het tweede seizoen na de promotie al de KNVB Bekerfinale. In 1985 drong de club onder leiding van Bert Jacobs door tot de kwartfinale van de Europacup II. De successen bleven ook in de regio niet onopgemerkt en om de twee weken zaten er zeker 10.000 supporters op de tribunes van De Baandert. Na 1990 eindigde Fortuna vier seizoenen telkens op een lagere eindklassering wat met een zestiende plaats in 1993 eindigde toen men degradeerde. Het degradeerde na het spelen van nacompetitie. Thuis won het zijn beiden wedstrijden tegen sc Heerenveen en N.E.C., maar uit gingen beide wedstrijden verloren. SC Heerenveen wist te promoveren.
Na een catastrofaal seizoen in 1994 (een tiende plaats) werd Fortuna in 1995 voor het eerst kampioen van de Eerste Divisie. De ploeg stond onder leiding van Pim Verbeek en keerde zo na twee seizoenen terug in de Eredivisie. Tot dit kampioensteam behoorden onder anderen de nog jonge Mark van Bommel en Fernando Ricksen; later zouden zij beiden tot international uitgroeien. In zijn derde jaar na de promotie eindigde Fortuna in 1998 voor de derde keer in zijn historie op de zevende plaats, de hoogste eindklassering ooit voor de club uit Limburg. In 1999 speelde de club onder leiding van trainer Bert van Marwijk in de halve finale van het bekertoernooi tegen topclub PSV in Eindhoven en won daar met 1-3. De finale werd uiteindelijk met 2-0 verloren van Ajax. De neerwaartse spiraal qua eindklassering was echter een jaar eerder al ingezet met een degradatie in 2002 tot gevolg.

### Financiële problemen
De club eindigde in de zestien jaar die volgden liefst dertien keer in het rechterrijtje, waarvan twaalf keer vijftiende of lager. Al meermaals kwam men in financiële problemen en leek een faillissement onafwendbaar. Allereerst in de periode 2000 tot aan 2005. Men zat destijds met een half afgebouwd stadion en een schuld van €24.000.000,-. Eind 2005 waren deze problemen grotendeels opgelost.
Maar de problemen bleken nog niet voorbij. Op 3 februari 2009 besloot men, na jaren overleg, dat men vanaf het seizoen 2009/10 zou overgaan tot een fusie naar Sporting Limburg. Ditmaal met een andere betaaldvoetbalclub uit Limburg, namelijk aartsrivaal Roda JC. Na enkele maanden ging deze fusie toch niet door.
Om de proflicentie te kunnen behouden, moest Fortuna van de KNVB zijn schulden wegwerken. De stichting "Trots op Fortuna" slaagde erin om de schuld terug te brengen van €5.300.000,- naar €600.000,- à €700.000,-. De club wilde proberen om via een vriendschappelijke wedstrijd eind mei 2009 tegen de Duitse topclub Bayern München de laatste schuld weg te werken. Dit bleek niet voldoende voor de beroepscommissie licentiezaken om het besluit van de KNVB, om de proflicentie in te trekken, te herzien. De KNVB maakte op 19 mei 2009 bekend dat de proflicentie per 30 juni zou worden ingetrokken. De club kon niet meer in beroep gaan bij de KNVB. De mogelijkheid bestond wel om bij de burgerrechter de door de KNVB gevolgde procedure te laten toetsen. De club meldde op haar site het volgende: "Fortuna Sittard heeft met verbazing kennisgenomen van het bericht en beraadt zich op dit moment dan ook over de te nemen juridische stappen om het genomen besluit ongedaan te maken. De positieve ontwikkelingen van de laatste weken op het gebied van de sponsorinkomsten voor het komende seizoen, de groei van het aantal seizoenkaarthouders én de vlotlopende afwikkeling van de schuldsanering hebben het bestuur namelijk overtuigd van de levensvatbaarheid van de club." De wedstrijd tegen Bayern München ging gewoon door.
Twee dagen na het besluit van de KNVB maakte Fortuna bekend dat het een kort geding aanspande tegen de KNVB om zo alsnog te kunnen deelnemen aan de Eerste Divisie in het seizoen 2009/10. Op 17 juni 2009 werd bekend dat Fortuna Sittard het kort geding gewonnen heeft. Om deze reden behoudt Fortuna Sittard vooralsnog zijn proflicentie en mag de club deelnemen aan het seizoen 2009/10. Blijft de KNVB in gebreke, dan moet deze een dwangsom van €100.000,- per wedstrijd betalen, met een maximum van €2.000.000,-. Volgens de rechter kleefden er zowel bezwaren aan het besluit van de licentiecommissie als de beroepscommissie van de KNVB. De KNVB overwoog om beroep aan te tekenen, maar maakte op 24 juni 2009 bekend zich neer te leggen bij de uitspraak.
In november 2010 maakte de KNVB bekend dat Fortuna Sittard van categorie 1 naar categorie 2 werd overgeheveld. Dit betekent dat de club haar schulden grotendeels heeft ingelost en voorlopig gegarandeerd blijft van een proflicentie.
In oktober 2012 werd er bekendgemaakt dat Fortuna Sittard dringend een nieuwe sponsor nodig had. Vanuit de club werd er naar buiten gecommuniceerd dat er nog €200,-op de rekening stond en dat een faillissement dreigde als er niet in zeer korte periode een nieuwe sponsor wordt gevonden. Met moeite kon het seizoen uitgespeeld worden.
In 2013 eindigde Fortuna zevende en mocht zo deelnemen aan de nacompetitie. Echter verloor de club in de eerste ronde van De Graafschap. In het jaar erna eindigde Fortuna op de achtste plek, ook ditmaal kwam het in de nacompetitie niet langs De Graafschap. In 2015 eindigde de club voorlaatste.

### Overname
Na weer in financiële problemen te zijn geraakt in 2016 werd de club overgenomen door een Turkse investeerder, Işıtan Gün, die onder meer werkzaam is geweest als Chief Operating Officer (COO) bij Galatasaray. Het seizoen 2016/17 begon dramatisch maar na een trainerswissel en enkele versterkingen van onder andere de Turkse topclub Galatasaray wist de club zich veilig te spelen. Op 27 december 2016 werd Sunday Oliseh aangesteld als trainer van Fortuna Sittard. Oliseh zette twee nieuwe clubrecords; acht thuisoverwinningen op rij en de grootste uitoverwinning in de clubhistorie, 0-6 bij Telstar. Op 12 januari 2018 werd een periodetitel binnengehaald, na een 2-1 overwinning op Jong Ajax. Op 14 februari 2018 werd Oliseh op non-actief gesteld naar aanleiding van het herhaaldelijk verwijtbaar handelen gedurende langere periode door de trainer jegens meerdere personen in de organisatie, aldus een statement op de clubsite.

### Eredivisie
In het seizoen 2017/18 eindigde de club als tweede achter kampioen Jong Ajax, dat geen recht gaf op promotie. Na zestien jaar komt Fortuna Sittard vanaf 2018 weer uit op het allerhoogste voetbalniveau van Nederland.

## Stadion
Tot oktober 1999 was stadion De Baandert de thuisbasis van de club. Sinds de opening op zondagavond 14 november 1999 tegen de Duitse topclub FC Schalke 04 (1-1), speelt Fortuna zijn wedstrijden in het Fortuna Sittard Stadion, dat een capaciteit heeft van 12.800 zitplaatsen. In het stadion bevinden zich ook vergaderzalen waarin zakelijke bijeenkomsten, recepties, feesten en diners plaatsvinden. Een etage daarboven is de plek voor de sponsoren van de club. Op de derde etage staan luxe ingerichte business units. In 2011 zijn voor het eerst sinds de bouw ontwikkelingen ontstaan rond het stadion en de afbouw hiervan; deze ontwikkelingen begonnen met de realisatie van Sportzone Limburg. Aan de noordwestelijke zijde van het stadion werd in 2013 het complex geopend van Fitland XL; hierin zijn diverse onderwijsinstellingen en sportfaciliteiten gevestigd. In 2013 is ook begonnen met de afbouw van het stadion zelf met de bouw van een sporthotel in de noordoostelijke vleugel. Door de degradatie in 2002 werd het voor Fortuna Sittard steeds moeilijker de lasten van het nieuwe stadion te dragen. Hierom is het stadion sinds 2005 geen eigendom meer van de voetbalclub, maar van projectontwikkelaar Offermans-Joosten.

## Erelijst
- KNVB Beker
  - Winnaar: 1956/57, 1963/64
  - Runner-up: 1983/84, 1998/99
- Eerste Divisie
  - Winnaar: 1994/95
  - Gepromoveerd: 1981/82, 2017/18

## Organisatie
Bijgewerkt tot 8 augustus 2025
| Eigenaar           |                    |                         |      |
| Vlag van Nederland | Martijn Merks      | Voorzitter              | 2025 |
| Vlag van Nederland | Principion Holding | Eigenaar                | 2022 |
| Directie           |                    |                         |      |
| Vlag van Nederland | Marcel Schuyt      | Algemeen directeur      | 2025 |
| Vlag van Portugal  | Américo Branco     | Technisch Directeur     | 2023 |
| Vlag van Nederland | Christiaan Donners | Raad van Commissarissen | 2020 |
| Vlag van Nederland | Eric de Jong       | Raad van Commissarissen | 2017 |
| Vlag van Nederland | Rick Gruijters     | Raad van Commissarissen | 2018 |

## Eerste elftal

### Selectie
Bijgewerkt tot 15 augustus 2025
| Nr.           | Nat.                           | Naam                 | Vorige club             |
| ------------- | ------------------------------ | -------------------- | ----------------------- |
| Keepers       |                                |                      |                         |
| 1             | Vlag van Nederland             | Luuk Koopmans        | ADO Den Haag            |
| 25            | Vlag van Nederland             | Niels Martens        | Eigen jeugd             |
| 31            | Vlag van Nederland             | Mattijs Branderhorst | FC Utrecht              |
| 43            | Vlag van Nederland             | Boaz Broekmans       | Eigen jeugd             |
| 71            | Vlag van België                | Ramazan Bayram       | Eigen jeugd             |
| Verdedigers   |                                |                      |                         |
| 4             | Vlag van België                | Shawn Adewoye        | RKC Waalwijk            |
| 6             | Vlag van Nederland             | Syb van Ottele       | sc Heerenveen           |
| 12            | Vlag van Portugal              | Ivo Pinto            | Dinamo Zagreb           |
| 21            | Vlag van Servië                | Marko Kerkez         | FK Partizan             |
| 24            | Vlag van Nederland             | Daley Sinkgraven     | Las Palmas              |
| 26            | Vlag van Guinee-Bissau         | Houboulang Mendes    | UD Almería              |
| 28            | Vlag van Indonesië             | Justin Hubner        | Wolverhampton Wanderers |
| 37            | Vlag van Nederland             | Daan Bisschops       | Eigen jeugd             |
| 44            | Vlag van Spanje                | Iván Márquez         | 1. FC Nürnberg          |
| Middenvelders |                                |                      |                         |
| 8             | Vlag van Nederland             | Jasper Dahlhaus      | FC Eindhoven            |
| 17            | Vlag van Suriname              | Justin Lonwijk       | Viborg FF               |
| 10            | Vlag van Kroatië               | Alen Halilović       | HNK Rijeka              |
| 20            | Vlag van Frankrijk             | Edouard Michut       | Adana Demirspor         |
| 21            | Vlag van Nederland             | Philip Brittijn      | De Graafschap           |
| 22            | Vlag van Congo-Kinshasa        | Samuel Bastien       | Burnley                 |
| 38            | Vlag van Nederland             | Tristan Schenkhuizen | Eigen jeugd             |
| 46            | Vlag van België                | Moussa Gbemou        | Standard Luik -18       |
| 52            | Vlag van Nederland             | Mohamed Ihattaren    | RKC Waalwijk            |
| 77            | Vlag van Bosnië en Herzegovina | Luka Tunjić          | Holstein Kiel           |
| 80            | Vlag van Zwitserland           | Ryan Fosso           | FC Vaduz                |
| Aanvallers    |                                |                      |                         |
| 7             | Vlag van Zweden                | Kristoffer Peterson  | Hapoel Beër Sjeva       |
| 9             | Vlag van Nederland             | Kaj Sierhuis         | Stade Reims             |
| 11            | Vlag van Frankrijk             | Makan Aïko           | Le Mans FC              |
| 18            | Vlag van Griekenland           | Dimitris Limnios     | Panathinaikos           |
| 19            | Vlag van Nederland             | Paul Gladon          | FC Noah                 |
| 85            | Vlag van Portugal              | Úmaro Embaló         | Vitória SC              |

### Staf
Bijgewerkt tot 20 augustus 2025
| Nat.               | Naam                     | Functie                | Sinds | Contract | Vorige club       |
| ------------------ | ------------------------ | ---------------------- | ----- | -------- | ----------------- |
| Technische staf    |                          |                        |       |          |                   |
| Vlag van Nederland | Danny Buijs              | Hoofdtrainer           | 2023  | 2025r7   | KV Mechelen       |
| Vlag van Nederland | Wil Boessen              | Assistent-trainer      | 2024  | 2026     | Jong PSV          |
| Vlag van België    | Marco van Duin           | Keeperstrainer         | 2025  | 2027     | N.E.C.            |
| Vlag van Nederland | Egid Kiesouw             | Performance coach      | 2025  | 2026     | Tottenham Hotspur |
| Vlag van Portugal  | Francisco Costa          | Data-analist           | 2023  |          | FC Porto          |
| Vlag van Polen     | Maksymilian Machnikowski | Video-analist          | 2025  | 2026     | PSV -16           |
| Vlag van Nederland | Robert van Gool          | Clubarts               | 2020  |          |                   |
| Vlag van Nederland | Jeroen Dieteren          | Hoofd medische zaken   | 2011  |          |                   |
| Vlag van Nederland | Kasper Bongaerts         | Fysiotherapeut         |       |          |                   |
| Vlag van Nederland | Kelly Simons             | Fysiotherapeute        | 2025  |          |                   |
| Vlag van Nederland | Marco Wins               | Mental coach           | 2023  |          |                   |
| Vlag van Nederland | Steven Godefridi         | Performance Nutrionist | 2024  |          | Team Jumbo-Visma  |
| Vlag van Nederland | Danny van der Weerden    | Teammanager            | 2018  |          |                   |
| Vlag van Nederland | Ronald Ronken            | Materiaalman           | 2016  |          |                   |

## Overige elftallen

### Vrouwen
In juni 2012 startte men onder dezelfde naam 'Fortuna Sittard' maar onder een andere organisatie met een vrouwenelftal. De club kon het elftal van RKTSV, de kersverse kampioen van de nieuwe Topklasse, overnemen omdat voor de amateurclub de (reis)kosten te hoog werden. De vaste thuisbasis van het vrouwenteam was het Sportpark Burgemeester Smeets van SVM. Sinds het seizoen 2015/2016 speelt dit vrouwenelftal niet meer als Fortuna Sittard maar als diens illustere voorganger Fortuna '54. Het maakt hierdoor nu ook qua naam geen onderdeel meer uit van de club Fortuna Sittard. De nieuwe thuishaven is Sportcomplex Sanderbout. Sinds juli 2016 is Chris Smeets aangetrokken als technisch manager. Sandra Swinkels werd met ingang van seizoen 2016/17 de nieuwe hoofdcoach.
In januari 2022 werd bekend dat Fortuna opnieuw met een vrouwenafdeling zou beginnen. Vanaf seizoen 2022/23 speelden zij drie seizoenen in de Vrouwen Eredivisie. De speelsters kregen een vast contract en speelde de ploeg elke thuiswedstrijd in het hoofdstadion. Dat was voor die tijd ongebruikelijk en de ploeg boekte er succes mee. In het eerste seizoen werd de club met topscorer Tessa Wullaert en trainer Roger Reijners verrassend derde. Het jaar erop stonden de Fortunezen in de bekerfinale en werden ze vierde, op slechts een punt afstand van PSV. Dit was ondanks financiële problemen bij de club en sponsor, die het spel negatief beïnvloedden. In het derde seizoen moest de ploeg verder zonder Reijners en het grootste deel van de selectie. Achter de schermen werd gewerkt aan financiële verzelfstandiging van de vrouwentak, maar dat bleek niet haalbaar. Daarop werd besloten om de vrouwenafdeling in de zomer van 2025 op te heffen.

## Overzichtslijsten

### Competitieresultaten
- 1969 18e
Eredivisie
- 1970 14e
Eerste divisie
- 1971 10e
Eerste divisie
- 1972 13e
Eerste divisie
- 1973 9e
Eerste divisie
- 1974 5e
Eerste divisie
- 1975 9e
Eerste divisie
- 1976 7e
Eerste divisie
- 1977 7e
Eerste divisie
- 1978 5e
Eerste divisie
- 1979 4e
Eerste divisie
- 1980 7e
Eerste divisie
- 1981 4e
Eerste divisie
- 1982 2e
Eerste divisie
- 1983 8e
Eredivisie
- 1984 12e
Eredivisie
- 1985 7e
Eredivisie
- 1986 8e
Eredivisie
- 1987 9e
Eredivisie
- 1988 8e
Eredivisie
- 1989 8e
Eredivisie
- 1990 7e
Eredivisie
- 1991 12e
Eredivisie
- 1992 14e
Eredivisie
- 1993 16e
Eredivisie
- 1994 10e
Eerste divisie
- 1995 1e
Eerste divisie
- 1996 13e
Eredivisie
- 1997 11e
Eredivisie
- 1998 7e
Eredivisie
- 1999 10e
Eredivisie
- 2000 12e
Eredivisie
- 2001 16e
Eredivisie
- 2002 18e
Eredivisie
- 2003 15e
Eerste divisie
- 2004 19e
Eerste divisie
- 2005 18e
Eerste divisie
- 2006 20e
Eerste divisie
- 2007 15e
Eerste divisie
- 2008 17e
Eerste divisie
- 2009 15e
Eerste divisie
- 2010 17e
Eerste divisie
- 2011 16e
Eerste divisie
- 2012 11e
Eerste divisie
- 2013 7e
Eerste divisie
- 2014 8e
Eerste divisie
- 2015 19e
Eerste divisie
- 2016 16e
Eerste divisie
- 2017 17e
Eerste divisie
- 2018 2e
Eerste divisie
- 2019 15e
Eredivisie
- 2020 16e
Eredivisie
- 2021 11e
Eredivisie
- 2022 15e
Eredivisie
- 2023 13e
Eredivisie
- 2024 10e
Eredivisie
- 2025 11e
Eredivisie

In elke staaf van de grafiek staat van boven naar beneden vermeld: 
- Eindnotering

Dit is de positie die de club heeft bereikt in de competitie, zonder eventuele beslissings-, play-off- of nacompetitiewedstrijden die nodig zijn geweest om bijvoorbeeld de kampioen van de competitie te bepalen.
Indien een * achter het getal staat is de notering een tussenstand en kan het zijn dat de notering niet overeenkomt met de uiteindelijke eindstand van de competitie.
Staat er een - dan is het seizoen nog bezig en is er geen definitieve uitslag bekend.
Staat er xx op de positie van de notering, dan heeft de club vroegtijdig de competitie verlaten. Dit kan onder andere komen door terugtrekking van het team, faillissement van de club of door een uitgedeelde straf van de KNVB. In veel gevallen staat elders in het artikel de reden vermeld.
Staat er een ? dan is het resultaat uit het verleden onbekend, en is alleen de competitie of het niveau bekend van dat seizoen.
In de seizoenen 2019/20 en 2020/21 werd wegens de coronacrisis het amateurvoetbal afgebroken. Daardoor kennen deze staven geen eindklassering (middels -- weergegeven).
- Competitieniveau en afdelingsletter of Officiële eindstand Eredivisie
  - Competitieniveau en afdelingsletter

Hierbij geeft het getal het niveau weer, dat ook terug te vinden is in de legenda. De letter is de afdelingsaanduiding en wordt gebruikt wanneer er meer afdelingen zijn op hetzelfde niveau. De afdelingsletter is altijd een hoofdletter en wordt meestal zonder nummer gebruikt.
Voorbeeld: 2F is niveau 2e klasse competitie F.
Het competitieniveau en nummer wordt niet vermeld wanneer er slechts één competitie van dit niveau was.
  - Officiële eindstand Eredivisie (getal staat tussen haakjes vermeld)

Sinds de introductie van play-offwedstrijden voor Europees voetbal na afloop van de reguliere competitie in 2005/06, is de KNVB verplicht een eindstand van de Eredivisie door te geven aan de UEFA aan de hand van deze play-offwedstrijden.
Bij deze eindstand staan clubs die zich hebben gekwalificeerd voor Europees voetbal hoger dan clubs die zich niet wisten te kwalificeren. Indien er geen verschil was tussen de eindnotering en de officiële eindstand, staat dit getal niet vermeld.

- Onderafdeling

Hier staat afgekort de naam van de onderafdeling indien de club in dat jaar in een onderafdeling uitkwam. Tevens staat deze afkorting in de legenda en wordt gelinkt naar het artikel over deze onderafdeling. Deze afkorting wordt alleen vermeld wanneer de club in het verleden in verschillende onderafdelingen heeft gespeeld. Deze vermelding is in de staaf altijd in kleine letters. Deze onderafdelingen zijn na het seizoen 1995/96 afgeschaft. Heeft de club in slechts één onderafdeling gespeeld, dan is dit alleen terug te vinden in de legenda.
Onder de staaf staat het jaartal vermeld waarin het seizoen is afgesloten. 15 verwijst naar het seizoen 2014/15 of eventueel het seizoen 1914/15.
Wanneer een staaf leeg is, zijn deze gegevens niet bekend. Het kan ook zijn dat de club dat seizoen niet heeft meegespeeld op het hogere amateurniveau, vroegtijdig de competitie heeft verlaten of uit de competitie is gezet.

In het seizoen 1944/45 was er wegens de Tweede Wereldoorlog geen regulier competitievoetbal.
- Eredivisie
- Eerste divisie

- 1968 – 1979: Fortuna SC
- 1979 – heden: Fortuna Sittard

### In Europa
Uitslagen vanuit gezichtspunt Fortuna
 #Q = #voorronde, #R = #ronde, Groep = groepsfase, 1/8 = achtste finale, 1/4 = kwartfinale, 1/2 = halve finale, T/U = Thuis/Uit, W = Wedstrijd, PUC = punten UEFA-coëfficiënten .
Fortuna '54 in Europa
| Seizoen | Competitie                 | Ronde    | Land                 | Club                    | Totaalscore | 1e W    | 2e W    | PUC |
| ------- | -------------------------- | -------- | -------------------- | ----------------------- | ----------- | ------- | ------- | --- |
| 1964/65 | Europacup II               | 1R       | Vlag van Italië      | AC Torino               | 3–5         | 1–3 (U) | 2–2 (T) | 1.0 |
| 1965/66 | International Football Cup | Groep A2 | Vlag van Duitsland   | FC Kaiserslautern       | 3–2         | 2–0 (T) | 1–2 (U) | 0.0 |
|         |                            |          | Vlag van Zweden      | Djurgårdens IF          | 4–0         | 3–0 (T) | 1–0 (U) | 0.0 |
|         |                            |          | Vlag van Zwitserland | Grasshopper Club Zürich | 3–1         | 2–1 (T) | 1–0 (U) | 0.0 |
|         |                            | 1/4      | Vlag van Zwitserland | FC Lugano               | 1–2         | 1–1 (T) | 0–1 (U) | 0.0 |

Fortuna Sittard in Europa
| Seizoen                                                    | Competitie    | Ronde | Land                | Club                | Totaalscore | 1e W    | 2e W    | PUC |
| ---------------------------------------------------------- | ------------- | ----- | ------------------- | ------------------- | ----------- | ------- | ------- | --- |
| 1984/85                                                    | Europacup II  | 1R    | Vlag van Denemarken | KB Kopenhagen       | 3–0         | 0–0 (U) | 3–0 (T) | 6.0 |
|                                                            |               | 1/8   | Vlag van Polen      | Wisła Kraków        | 3–2         | 2–0 (T) | 1–2 (U) | 6.0 |
|                                                            |               | 1/4   | Vlag van Engeland   | Everton FC          | 0–5         | 0–3 (U) | 0–2 (T) | 6.0 |
| 1998                                                       | Intertoto Cup | 3R    | Vlag van Oekraïne   | Vorskla Poltava     | 5–2         | 3–0 (T) | 2–2 (U) | 0.0 |
|                                                            |               | 1/2   | Vlag van Oostenrijk | SV Austria Salzburg | 3–4         | 2–1 (T) | 1–3 (U) | 0.0 |
| Totaal aantal behaalde punten voor UEFA-coëfficiënten: 7.0 |               |       |                     |                     |             |         |         |     |

### Bekende en prominente (oud-)spelers

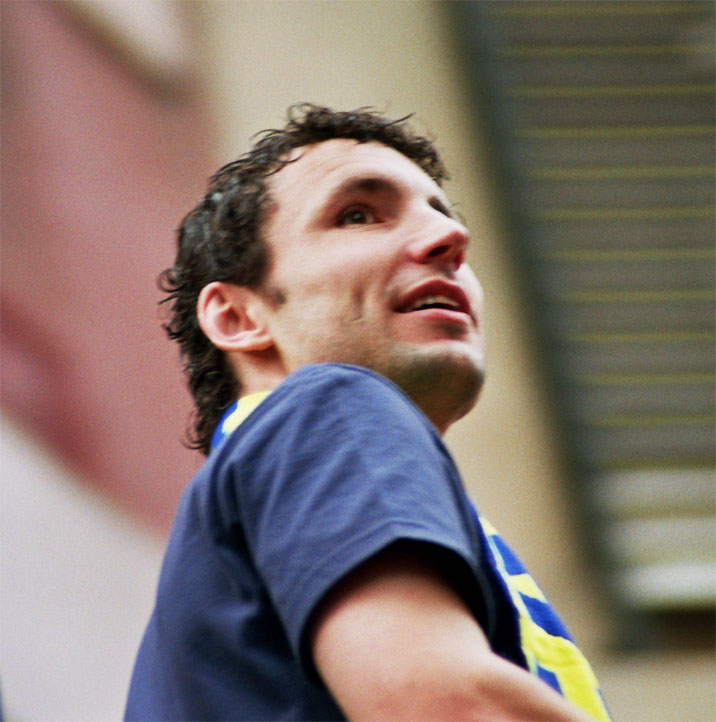
Mark van Bommel

- Matthew Amoah
- Mark van Bommel
- Wilfred Bouma
- Ruud Boymans
- Andrija Novakovich
- Joop van Daele
- Tom Daemen
- Jürgen Dirkx
- Bart Carlier
- Wouter Scheelen
- Willy Dullens
- Jan van Halst
- Cor van der Hart
- Ronald Hamming
- Ruud Hesp
- Danny Hoesen
- Kevin Hofland
- Wout Holverda
- Anton Janssen
- Wim Koevermans
- Spitz Kohn
- Frans Körver
- Lazaros Lamprou
- Sigi Lens
- John Linford
- Bryan Linssen
- Erik Meijer
- Frans de Munck
- Jan Notermans
- Patrick Paauwe
- Huub Pfennings
- Ivo Pfennings
- Fernando Ricksen
- Tini Ruijs
- Randy Samuel
- Remco van der Schaaf
- Perr Schuurs
- Richard Sneekes
- Huub Stevens
- Wilbert Suvrijn
- Frans Thijssen
- Joost Volmer
- Faas Wilkes
- Dorel Zegrean

### Topscorers
- 1968/69:  John Fredrix (5)
- 1969/70:  Gerd Schunck (12)
- 1970/71:  Herman Böhm (5)
000000 :  Joke Geyselaars (5)
000000 :  John Gubbels (5)
- 1971/72:  Joke Geyselaars (14)
- 1972/73:  Uwe Blotenberg (7)
- 1973/74:  Hans Erkens (12)
- 1974/75:  Peter Prauser (14)
- 1975/76:  Hans Erkens (8)
- 1976/77:  Hans Engbersen (22)
- 1977/78:  Hans Engbersen (19)
- 1978/79:  Hans Engbersen (23)
- 1979/80:  Tini Ruijs (14)
- 1980/81:  Tini Ruijs (11)
000000 :  Hans Zuidersma (11)
- 1981/82:  Huub Smeets (20)
- 1982/83:  Huub Smeets (3)
- 1983/84:  Huub Smeets (3)
- 1984/85:  Wilbert Suvrijn (2)
000000 :  Frans Thijssen (2)
- 1985/86:  John Linford (2)
- 1986/87:  Wout Holverda (2)
000000 :  Sigi Lens (2)
- 1987/88:  John Linford (4)
- 1988/89:  John Clayton (9)
- 1989/90:  Mark Farrington (10)
- 1990/91:  Aziz Doufikar (7)
000000 :  Richard Sneekes (7)
- 1991/92:  Marco Boogers (13)
- 1992/93:  René Hofman (7)
- 1993/94:  Rafael Losada (7)
- 1994/95:  Robert van der Weert (17)
- 1995/96:  Ronald Hamming (10)
- 1996/97:  Michael Jeffrey (8)
- 1997/98:  Ronald Hamming (21)
- 1998/99:  Ronald Hamming (15)
- 1999/00:  Matthew Amoah (10)
000000 :  Dennis Gerritsen (10)
- 2000/01:  Ronald Hamming (11)
- 2001/02:  Ronald Hamming (7)
- 2002/03:  Ronald Hamming (16)
- 2003/04:  Prince Rajcomar (3)
- 2004/05:  Dirk Jan Derksen (18)
- 2005/06:  Wasiu Taiwo (17)
- 2006/07:  Žarko Grabovac (3)
000000 :  Wasiu Taiwo (3)
- 2007/08:  Florencio Cornelia (7)
000000 :  Danny Schreurs (7)
- 2008/09:  Ruud Boymans (7)
000000 :  Danny Schreurs (7)
- 2009/10:  Demba Traoré (9)
- 2010/11:  Fabio Caracciolo (11)
- 2011/12:  Danny Hoesen (13)
- 2012/13:  Patrick N'Koyi (15)
- 2013/14:  Aziz Khalouta (15)
- 2014/15:  Seku Conneh (9)
000000 :  Roel Janssen (9)
- 2015/16:  Lars Hutten (11)
- 2016/17:  Emrah Bassan (7)
000000 :  Djibril Dianessy (7)
000000 :  Roald van Hout (7)
000000 :  Finn Stokkers (7)
- 2017/18:  Lisandro Semedo (15)
- 2018/19:  Andrija Novakovich (9)
- 2019/20:  Mark Diemers (7)
- 2020/21:  Zian Flemming (12)
- 2021/22:  Zian Flemming (12)
- 2022/23:  Burak Yılmaz (9)
- 2023/24:  Kaj Sierhuis (12)
- 2024/25:  Kristoffer Peterson (7)

### Trainers
- 1968–1969  Frans Debruijn
- 1969–1970  Henk Reuvers (a.i.)
- 1970–1972  Evert Teunissen
- 1972–1976  Cor Brom
- 1976–1977  Cor van der Hart
- 1977–1980  Joop Castenmiller
- 1980–1984  Frans Körver
- 1984–1986  Bert Jacobs
- 0000–1987  Han Berger (a.i.)
- 1987–1989  Hans van Doorneveld
- 0000–1989  Dick Voorn (a.i.)
- 1989–1991  Han Berger
- 1991–1992  Georg Kessler
- 1992–1994  Chris Dekker
- 1994–1997  Pim Verbeek
- 1997–2000  Bert van Marwijk
- 2000–0000  Henk Duut
- 0000–2001  Frans Thijssen
- 2001–0000  Hans Verèl
- 2001–2004  Hans de Koning
- 2004–2006  Chris Dekker
- 2006–2007  Frans Körver
- 2007–0000  Henk Wisman
- 2007–2010  Roger Reijners
- 2010–2011  Wim Dusseldorp
- 0000–2012  Tini Ruijs
- 2012–2014  Willy Boessen
- 2014–2015  Peter van Vossen
- 2015–2016  Ben van Dael
- 2017–2018  Sunday Oliseh
- 0000–2018  Cláudio Braga (a.i.)
- 2018–2019  René Eijer
- 2019–2020  Sjors Ultee
- 2020–2020  Kevin Hofland
- 2020–2022  Sjors Ultee

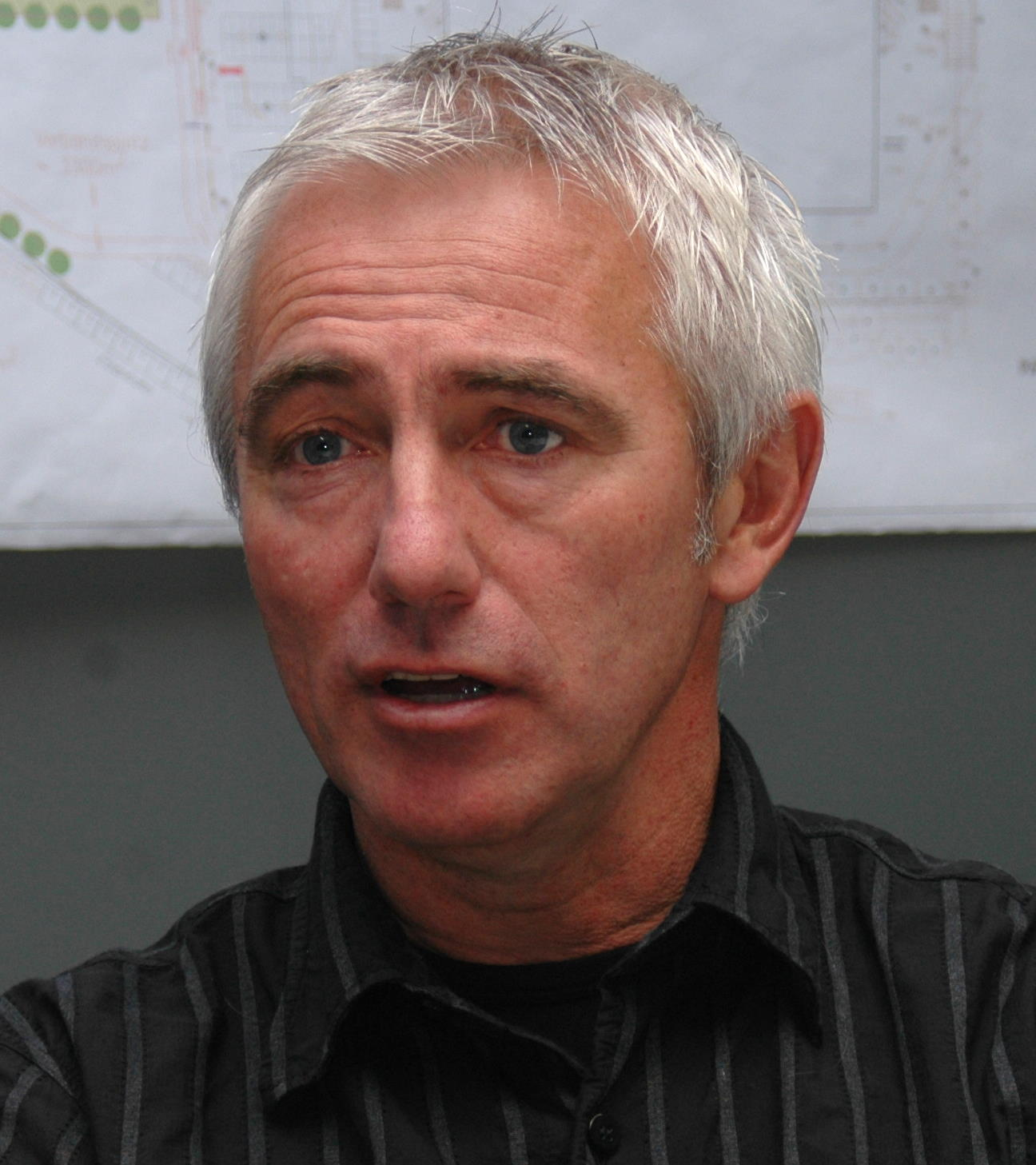
Voormalig hoofdtrainer Bert van Marwijk

- 2022–0000  Dominik Vergoossen (a.i.)
- 2022–2023  Julio Velázquez
- 2023–0000  Danny Buijs